# NOW 3
Now (That's What I Call Music 3) er et dansk opsamlingsalbum udgivet 20. marts 2003 i kompilation-serien NOW Music.

## Spor
1. Kelly Rowland: "Stole"
2. T.a.T.u: "All The Things She Said"
3. Blue feat. "Elton John: Sorry Seems to Be the Hardest Word"
4. Big Brovaz: "Nu Flow"
5. Panjabi MC: "Mundian To Bach Ke"
6. In-Grid: "Tu Es Foutu"
7. Nik & Jay: "Elsker Hende Mere"
8. Robbie Williams: "Feel"
9. Avril Lavigne: "Sk8er Boi"
10. Christina Aguilera: "Dirrty"
11. Jennifer Lopez: "Jenny From The Block"
12. Sophie Ellis-Bextor: "Music Gets the Best of Me"
13. C21: "You Are The One"
14. Kylie Minogue: "Come into My World"
15. Westlife: "Unbreakable"
16. Sugababes: "Stronger"
17. P!nk: "Just Like A Pill"
18. Trucks: "It's Just Porn Mum"
19. Eminem: "Cleanin' Out My Closet"